# Владо Чапљић
Владо Чапљић (Сарајево, 22. март 1962) је бивши југословенски фудбалер, а садашњи фудбалски тренер.

## Каријера
Своју фудбалску каријеру почео је у Жељезничару из Сарајева. Ту је играо до 1985. Био је члан историјске генерације ФК Жељезничара која је у сезони 1984-85 избачена од Видеотона у полуфиналу Купа УЕФА. Даље га пут води у Партизан Београд са којим осваја двије титуле шампиона Југославије. Освојио је бронзану медаљу на Летњим олимпијским играма 1984. године у Лос Анђелесу. и освојио је европско првенство за омладинце до 18 година у Бечу 1979. године.
У јануару 1988. прелази у Динамо Загреба који игра до 1990. године када поново прелази у Жељезничар Сарајево а из кога одлази у Португал гдје игра за Еспосенде и гдје завршава каријеру 1994. године.

## Репрезентација
За репрезентацију Југославије одиграо је 4 утакмице. Наступао је на Олимпијским играма 1984. гдје је одиграо три меча рачунајући и утакмицу за треће мјесто против Италије.